# A Christmas Prince
A Christmas Prince (Brasil: O Príncipe do Natal / Portugal: Um Príncipe de Natal) é um filme romance norte-americano produzido em 2017. O filme é dirigido por Alex Zamm, com roteiro de Karen Schaler e Nathan Atkins, e apresenta um elenco que inclui Rose McIver, Ben Lamb, Tom Knight, Sarah Douglas, Daniel Fathers, Alice Krige e Tahirah Sharif. O filme foi lançado na Netflix em 17 de novembro de 2017.

## Enredo
Uma jovem jornalista aspirante, Amber Moore, é enviada à nação estrangeira de Aldovia para cobrir uma coletiva de imprensa sobre o príncipe Richard, que irá assumir o trono após a recente morte de seu pai. Richard é afamado por ser mulherengo, um verdadeiro playboy irresponsável, e também há rumores de que ele irá abdicar. No entanto, príncipe não aparece na coletiva de imprensa, cancelando-a no último momento, frustrando os jornalistas reunidos. Amber, que não volta de mãos vazias, se infiltra no Castelo para tirar fotos, e logo é confundida com a nova tutora da jovem princesa, Emily, famosa por espantar tutoras, e aproveita a oportunidade para investigar os rumores da abdicação.
O disfarce de Amber é facilmente desmascarado pela princesa Emily, que resolve não contar a ninguém sobre a Amber, desde que ela faça uma matéria contando a verdade sobre seu irmão, ou seja, que ele é um homem admirável, com um coração gigante. Não se importa com as regras da realeza, para ele o mais importante é ajudar o próximo. Ou seja, seria um rei perfeito. Emily, que sofre de espinha bífida, aproveita bem a chantagem para tentar se divertir, já que todo mundo a super protege.
Depois que Amber segue secretamente Richard a cavalo através na floresta, seu cavalo a joga para fora e ela é quase atacada por um lobo, sendo salva por Richard. Ele a leva para a velha cabana de seu pai, e revela a ela que ele disse ao pai que ele iria renunciar ao trono; eles tiveram uma briga sobre a decisão, e o rei morreu logo depois. Depois de quase compartilhar um beijo com ele, Amber mais tarde prossegue para investigar um misterioso poema escrito pelo rei e descobre que Richard foi adotado secretamente. Amber reluta em revelar a verdade, pois dói muito a Richard, mas decide dizer a ele durante uma caminhada; Ele a beija, e ela percebe que ela está apaixonada por ele. Ao mesmo tempo, uma suspeita Sophia e Simon entram no quarto de Amber, descobrindo não apenas sua verdadeira identidade, mas também o certificado de adoção de Richard.
No Christmas Eve Ball, Richard se prepara para ser coroado, infelizmente, Sofia e Simon revelam a adoção de Richard e a verdadeira identidade de Amber. Simon se afirma como o próximo na fila de herdeiro para o trono, enquanto Richard se afasta e, desapontado e zangado, rejeita as desculpas de Amber, que sai do palácio. A rainha revela a Richard que ela e o rei o adotaram depois de ter sido dito que ela não poderia ter filhos, dizendo que se arrependeu de não ter dito antes, que sempre o consideravam como seu filho.  Os dois reconciliam e Richard prometeu não deixar Simon subir ao trono com tanta facilidade.
Simon se casa com Sophia, mas descobre que não pode ser coroado até que a rainha esteja disponível para presidir a cerimônia. Enquanto isso, Amber suspeita que ela pode provar que Richard é o legítimo herdeiro com base em pistas do poema do rei. Ela é permitida de volta ao palácio e descobre uma proclamação secreta declarando Richard como o herdeiro legítimo em um ornamento de Natal de seu falecido pai. A notícia chega a tempo de Richard ser coroado rei de Aldovia.
De volta a casa, Amber mantém sua promessa à Princesa Emily, mas a peça não é aceita, e ela sai e decide fazer um blog sobre o verdadeiro Richard. Seu blog se torna popular e eventualmente ganha a atenção do próprio Richard. Amber passa a véspera de Ano Novo no jantar de seu pai, onde Richard a surpreende e pede ela em noivado, que ela aceita imediatamente.

## Elenco
- Rose McIver como Amber Moore
- Ben Lamb como Prince Richard
- Tom Knight como Prime Minister Denzil
- Sarah Douglas como Mrs. Averill
- Daniel Fathers como Rudy Moore
- Alice Krige como Queen Helena
- Tahirah Sharif como Melissa
- Richard Ashton como Mr. Little
- Theo Devaney como Count Simon
- Vaughn Joseph como Ron
- Honor Kneafsey como Princess Emily
- Amy Marston como Max Golding
- Joel McVeagh como Andy
- Emma Louise Saunders como Baroness Sophia
- Paul Courtenay Hyu como Deputy Press Secretary Gill

## Produção
O filme foi filmado na maior parte no Castelo de Peleş, na Romênia, um popular destino turístico. 
Karen Schaler inventou o personagem de Amber confiando livremente em suas experiências de jornalistas freelance, enquanto o personagem de Richard é parcialmente inspirado pelo príncipe Henry.